# Honda Crider
Der Honda Crider ist eine Limousine der Kompaktklasse des japanischen Automobilherstellers Honda, die nur in China verkauft wird. Gebaut wird das auf dem Honda City basierende Fahrzeug seit 2013 von der Guangqi Honda Automobile in Guangzhou.

## 1. Generation (2013–2018)

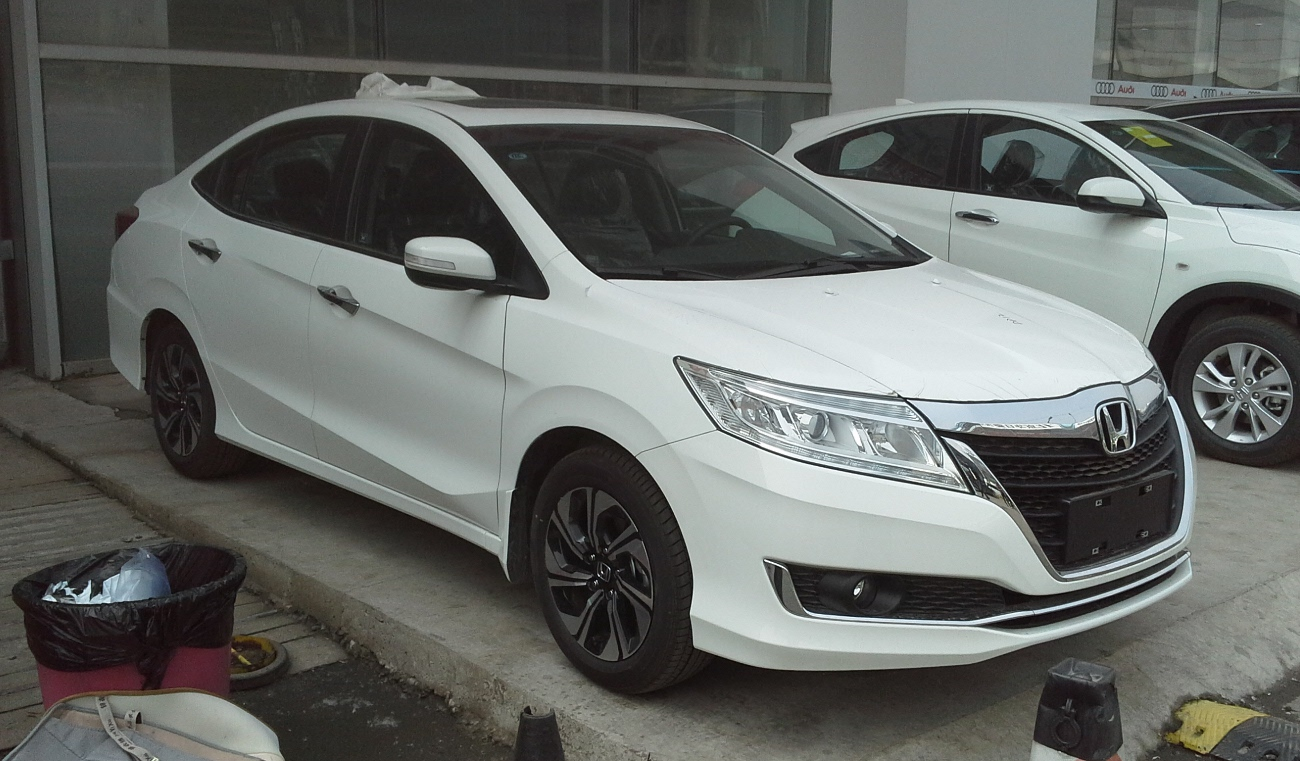
Honda Crider (2016–2018)

Die Limousine wurde im April 2013 auf der Shanghai Auto Show der Öffentlichkeit präsentiert und wird seit dem 26. Juni 2013 in China verkauft. 2016 wurde der Crider überarbeitet.

### Technische Daten
Angetrieben wird der Wagen von einem 1,8-Liter-Vierzylinder-Reihen-Ottomotor, der 100 kW (136 PS) leistet. Serienmäßig wird er mit einem 5-Gang-Schaltgetriebe ausgeliefert, wahlweise ist ein stufenloses Getriebe erhältlich.
|                                             | 1.8 i-VTEC                        |
| Bauzeitraum                                 | 06/2013–08/2018                   |
| Motorkenndaten                              |                                   |
| Motortyp                                    | R4-Ottomotor                      |
| Hubraum                                     | 1799 cm³                          |
| max. Leistung bei min−1                     | 100 kW (136 PS) / 6500            |
| max. Drehmoment bei min−1                   | 169 Nm / 4300                     |
| Kraftübertragung                            |                                   |
| Antrieb, serienmäßig                        | Vorderradantrieb                  |
| Getriebe, serienmäßig                       | 5-Gang-Schaltgetriebe             |
| Getriebe, optional                          | (Stufenloses Getriebe)            |
| Messwerte                                   |                                   |
| Höchstgeschwindigkeit                       | 195 km/h                          |
| Beschleunigung, 0–100 km/h                  | 10,1 s                            |
| Kraftstoffverbrauch auf 100 km (kombiniert) | 6,4–6,5 l Super (6,2–6,3 l Super) |
| Tankinhalt                                  | 47 l                              |

Werte in runden Klammern gelten für Modell mit stufenlosem Getriebe

## 2. Generation (seit 2018)

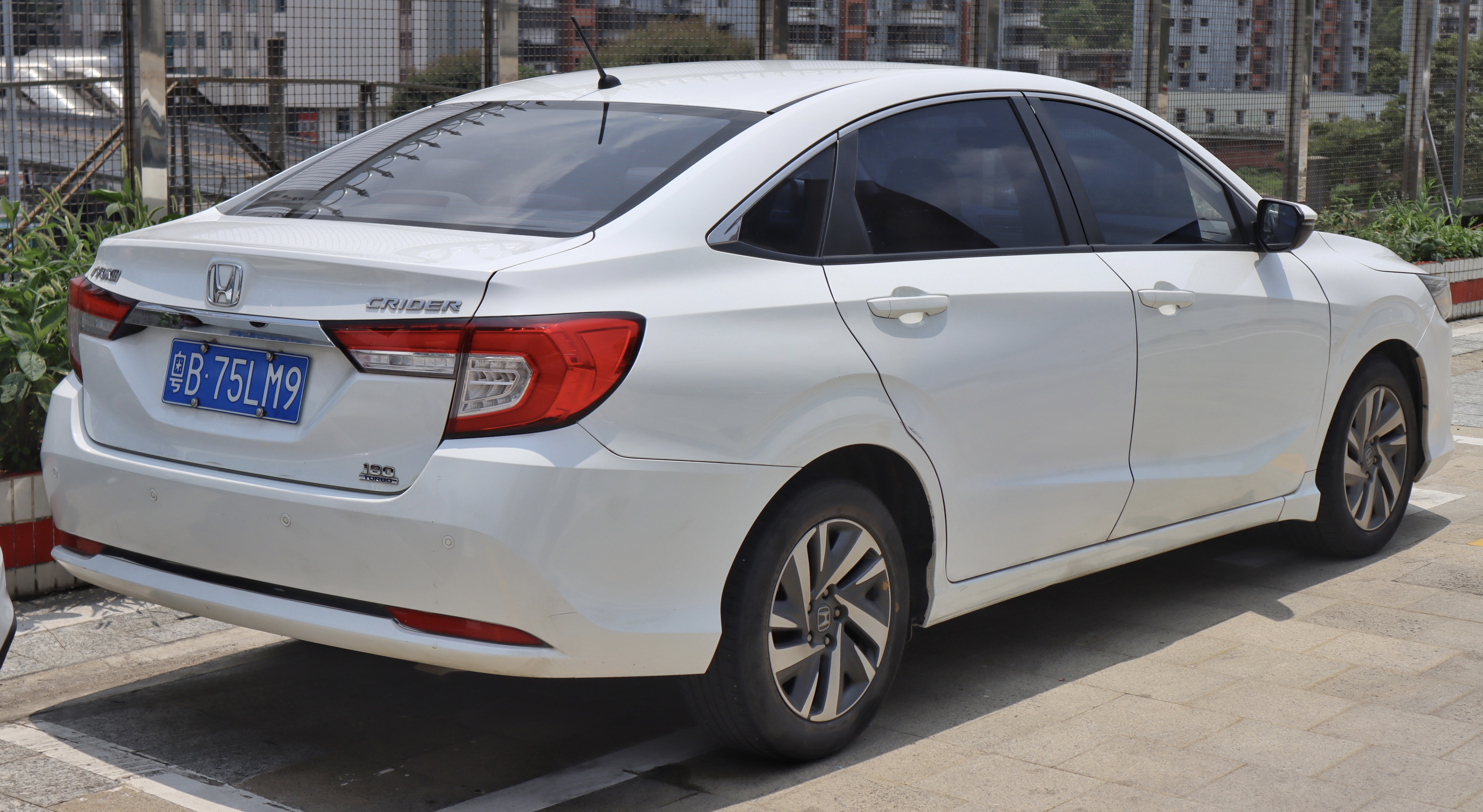
Heckansicht

Die zweite Generation wurde auf der Chengdu Auto Show 2018 präsentiert und ist in China seit September 2018 im Handel. Im September 2021 erhielt die Baureihe eine Überarbeitung.

### Technische Daten
Angetrieben wird der Wagen von einem aufgeladenen 1,0-Liter-Dreizylinder-Reihen-Ottomotor, der 90 kW (122 PS) leistet. Im Juni 2020 folgte außerdem ein Otto-Hybrid.
|                                             | 180 Turbo CVT         | 1.5 Hybrid            |
| Bauzeitraum                                 | seit 09/2018          | seit 06/2020          |
| Motorkenndaten                              |                       |                       |
| Motortyp                                    | R3-Ottomotor          | R4-Ottomotor          |
| Hubraum                                     | 988 cm³               | 1498 cm³              |
| max. Leistung Verbrennungsmotor bei min−1   | 90 kW (122 PS) / 5500 | 80 kW (109 PS) / 6000 |
| max. Leistung Elektromotor                  | —                     | 96 kW (131 PS)        |
| max. Systemleistung                         | —                     | 113 kW (154 PS)       |
| max. Drehmoment Verbrennungsmotor bei min−1 | 173 Nm / 2000–4500    | 134 Nm / 5000         |
| max. Drehmoment Elektromotor                | —                     | 267 Nm                |
| Kraftübertragung                            |                       |                       |
| Antrieb, serienmäßig                        | Vorderradantrieb      | Vorderradantrieb      |
| Getriebe, serienmäßig                       | Stufenloses Getriebe  | Stufenloses Getriebe  |
| Messwerte                                   |                       |                       |
| Höchstgeschwindigkeit                       | 190–195 km/h          | 180 km/h              |
| Beschleunigung, 0–100 km/h                  | 10,7 s                | 8,8 s                 |
| Kraftstoffverbrauch auf 100 km (kombiniert) | 4,9–5,5 l Super       | 4,0–4,1 l Super       |
| Tankinhalt                                  | 40 l                  | 40 l                  |